# Nová Dedinka
Nová Dedinka es un municipio del distrito de Senec en la región de Bratislava, Eslovaquia, con una población estimada a final del año 2024 de 3608 habitantes.
Se encuentra ubicado al sureste de la región, en el valle del río Morava y cerca de la frontera con la región de región de Trnava y con Austria.

## Demografía
| Año        | 1994 | 2004    | 2014     | 2024     |
| ---------- | ---- | ------- | -------- | -------- |
| Población  | 1592 | 1751    | 2315     | 3608     |
| Diferencia |      | +9,98 % | +32,21 % | +55,85 % |

| Año        | 2023 | 2024    |
| ---------- | ---- | ------- |
| Población  | 3533 | 3608    |
| Diferencia |      | +2,12 % |